# Estación de Satigny
La estación de Satigny es una estación ferroviaria de la comuna suiza de Satigny, en el Cantón de Ginebra.

## Historia y situación
La estación de Satigny fue inaugurada en el año 1858 con la puesta en servicio de la línea Lyon-Perrache - Ginebra.
Se encuentra ubicada en el este del núcleo urbano de Satigny. Cuenta con dos andenes laterales a los que acceden dos vías pasantes.
En términos ferroviarios, la estación se sitúa en la línea Lyon-Perrache - Ginebra. Sus dependencias ferroviarias colaterales son la estación de Russin hacia Lyon-Perrache y la estación de Zimeysa en dirección Ginebra.

## Servicios ferroviarios
Los servicios ferroviarios de esta estación están prestados por SBB-CFF-FFS:

### Regionales
A la estación llegan los trenes regionales que cubren el trayecto desde La Plaine hasta Ginebra con unas frecuencias de paso que se aproximan a la de un servicio de cercanías, además de trenes regionales que llegan hasta Bellegarde.
- R Ginebra-Cornavin - La Plaine
- R Ginebra-Cornavin - Bellegarde